# Интроцо
Интроцо (итал. Introzzo) је насеље у Италији у округу Леко, региону Ломбардија.
Према процени из 2011. у насељу је живело 137 становника. Насеље се налази на надморској висини од 666 м.

## Становништво
| 1936. | 1951. | 1961. | 1971. | 1981. | 1991. | 2001. | 2011. |
| ----- | ----- | ----- | ----- | ----- | ----- | ----- | ----- |
| 290   | 272   | 227   | 189   | 171   | 148   | 137   | 122   |